# 松花堂昭乗
松花堂 昭乗（しょうかどう しょうじょう、天正12年（1584年） - 寛永16年9月18日（1639年10月14日））は、江戸時代初期の真言宗の僧侶、文化人。姓は喜多川、幼名は辰之助、通称は滝本坊、別号に惺々翁・南山隠士など。俗名は中沼式部。堺の出身。
書道、絵画、茶道に堪能で、特に能書家として高名であり、書を近衛前久に学び、大師流や定家流も学び，独自の松花堂流（滝本流ともいう）という書風を編み出した。近衛信尹、本阿弥光悦とともに「三筆」と称せられた。茶道は小堀政一に学んだ。
なお松花堂弁当については、日本料理・吉兆の創始者が見そめ工夫を重ね茶会の点心等に出すようになった「四つ切り箱」、それを好んだ昭乗に敬意を払って「松花堂弁当」と名付けられたとする説がある。
出自に関して、豊臣秀次や近衛前久の落胤説があるが、いずれも証明するものはなく伝承の域を出ていない。

## 経歴
- 天正10年（1582年） 和泉国堺に生まれる『中沼家譜』。天正12年（1584年）説は『松花堂行状記』による。
- 文禄2年（1593年） この頃近衛信尹に仕える。これは、昭乗の兄（中沼左京）が一乗院門跡尊勢（近衛信尹の次弟）に仕えていたことによる。
- 慶長3年（1598年） 石清水八幡宮に入り出家、瀧本坊実乗に師事して密教を学ぶ。その後、権僧都宝弁について両部灌頂をうけ阿闍梨位に上がった。
- 慶長20年（1615年）5月 大坂落城後、狩野山楽を匿っていたことで徳川方の厳しい詮索を受けたが、昭乗は「山楽は絵師であって武士にあらず」と言い張り、事なきを得る（『本朝画史』）。
- 元和5年（1619年）5月〜6月 徳川義直と近衛信尋を対面させるため奔走する（『昭乗書状』）。
- 元和9年（1623年）6月 将軍秀忠・家光の上洛に際しての準備に奔走。
- 寛永元年（1624年） 近衛信尋の推挙で将軍家書道師範として江戸に下向する。
- 寛永3年（1626年）6月11日 徳川義直を席主とした茶会（昭乗は小堀遠州とともに近衛信尋、一条昭良、一乗院尊覚法親王、八条宮智仁親王等を招待）を催し、公武間の斡旋に尽力する。
- 寛永4年（1627年） 実乗の死後（3月23日没）、瀧本坊住職となる。
- 寛永5年（1628年）7月 大徳寺龍光院密庵で、江月宗玩のために小堀遠州、狩野探幽とともに絵筆をふるう（床脇小襖絵）。＜典拠不明＞小堀遠州は昭乗のために瀧本坊に茶室「閑雲軒」をつくる。
- 寛永6年（1629年） 沢庵宗彭の紫衣事件による配流を嘆き和歌を贈る。
- 寛永8年〜10年（1631年 - 1633年）この間の茶会については『松花堂茶会記』。
- 寛永11年（1635年）6月 この頃徳川義直と面会。
- 寛永14年（1637年）11月 瀧本坊の焼失を期に瀧本坊を弟子の乗淳（昭乗の兄・中沼左京の子）に譲り、自らは猩々と号して風雅の生活を送る。12月、住坊泉坊の一隅に方丈を建てて松花堂と称した（12月16日付『昭乗宛遠州書状』及び12月23日付『永井直清宛昭乗書状』）。
- 寛永15年（1638年）3月 江月宗玩とともに吉野の桜を見に奈良を旅する（『松花堂芳野道之記』）。帰路、奈良野田の長闇堂に久保利世を訪ねる。

寛永16年（1639年）9月18日、死去。墓所は八幡市泰勝寺(平時非公開)